# Karsten Bäron
Karsten Bäron (Berlino, 24 aprile 1973) è un allenatore di calcio ed ex calciatore tedesco, di ruolo attaccante.